# Sudamericano de Rugby B 2018
El Sudamericano de Rugby B del 2018, llamado oficialmente como Sudamericano 4 Naciones fue la decimonovena edición del torneo que anualmente fiscaliza Sudamérica Rugby.
Originalmente Venezuela iba a disputar el torneo, pero a último momento se canceló su participación debido a la negativa del gobierno de Guatemala de brindar la visa a los jugadores venezolanos, obligando a modificar el fixture. Entre otras novedades en esta edición, se encuentra el hecho de que por primera vez se jugó en Guatemala, lo que significa el debut del país centroamericano, además, Costa Rica regresa al torneo desde su última participación en 2011.

## Equipos participantes
- Selección de rugby de Costa Rica (Los Ticos)
- Selección de rugby de Guatemala (Los Jaguares)
- Selección de rugby de Perú (Los Tumis)

Selección que no pudo asistir al torneo:
- Selección de rugby de Venezuela (Las Orquídeas)[2]

## Posiciones
| Pos. | Equipo     | Encuentros | Encuentros | Encuentros | Encuentros | Tantos  | Tantos    | Tantos     | Puntos Bonus | Puntos Totales |
| Pos. | Equipo     | jugados    | ganados    | empatados  | perdidos   | a favor | en contra | diferencia | Puntos Bonus | Puntos Totales |
| ---- | ---------- | ---------- | ---------- | ---------- | ---------- | ------- | --------- | ---------- | ------------ | -------------- |
| 1    | Perú       | 2          | 2          | 0          | 0          | 70      | 14        | + 56       | 2            | 10             |
| 2    | Guatemala  | 2          | 1          | 0          | 1          | 16      | 46        | - 30       | 0            | 4              |
| 3    | Costa Rica | 2          | 0          | 0          | 2          | 26      | 52        | - 26       | 1            | 1              |

Nota: Se otorgan 4 puntos al equipo que gane un partido, 2 al que empate y 0 al que pierda
Puntos Bonus: 1 punto por convertir 4 tries o más en un partido y 1 al equipo que pierda por no más de 7 tantos de diferencia

## Resultados

### Primera fecha
| 30 de setiembre | Guatemala | 16 - 12 | Costa Rica |  |  |
|                 |           | Reporte |            |  |  |

### Segunda fecha
| 3 de octubre | Perú | 36 - 14 | Costa Rica |  |  |
|              |      | Reporte |            |  |  |

### Tercera fecha
| 6 de octubre | Guatemala | 0 - 34  | Perú |  |  |
|              |           | Reporte |      |  |  |

| Bandera de Perú |
| Campeón Perú    |
| Segundo título  |